# Norma pracy
Norma pracy – nakład pracy zespołu robotników lub pojedynczego robotnika o przeciętnych umiejętnościach, potrzebny do wykonania (przy normalnym wysiłku) jednostki produkcji ściśle określonego zadania, w przeciętnych warunkach, według ustalonej metody pracy i zgodnie z określonymi wymogami jakościowymi.